# 力勁科技
力勁科技集團有限公司，簡稱力勁科技集團，以及力勁科技（英語：L.K. Technology Holdings Limited，港交所：0558，在1979年由張氏家族創立一家壓鑄機、注塑機及數控機床的設計、製造和銷售業務公司。全球擁有8個主要生產基地，分佈於全國5個省份以及台灣和意大利（意德拉)，基地總面積為800,000平方米，全球員工約3600人。
現時董事會主席張俏英，行政總裁為劉卓銘，執行董事為謝小斯，獨立非執行董事為劉紹濟、呂明華及曾耀強 。而股份在2006年10月16日於香港交易所主板上市。主要地區廠房包括中國、意大利等。而品牌包括「TC」、「Idra」等。總部位於香港新界葵涌華星街1-7號美華工業大廈8樓A室。

## 歷史
- 1979 劉相尚先生創辦力勁。
- 1979 建立力勁品牌。
- 1980 推出第一代力勁熱室壓鑄機。
- 1989 推出第一代力勁注塑機。
- 1991 力勁機械（深圳）有限公司成立，為集團在中國的第一間製造廠。
- 1993 捐贈1台壓鑄機予香港理工大學（前身 : 香港理工學院）作教學用途。
- 1994 成立中山力勁機械有限公司，主要生產注塑機。
- 1994 力勁榮獲香港中華廠商聯合會頒發「香港總督工業獎：機器及設備設計優異證書」。
- 2001 在深圳成立深圳領威科技有限公司，作為力勁集團的中國總部。
- 2006 力勁科技集團有限公司（股票代碼 : 558）於2006年10月16日在香港成功上市。[2]
- 2008 力勁榮獲香港名牌稱號。[3]
- 2008 力勁收購壓鑄機品牌-意大利意德拉公司(Idra)。
- 2012 位於台灣的CNC加工中心新廠房竣工投產。
- 2013 三色車燈專用注塑機「EFFCTA PT 1300V」榮獲「香港工商業獎:機器及機械工具設計獎」。[4]
- 2016 位於中國寧波及中山兩大注塑機生產基地擴建完成。
- 2017 劉卓銘先生獲委任為力勁集團行政總裁。

## 生產基地
- 中國廣東省深圳市: 冷、熱室壓鑄機的生產基地，集研發、製造、銷售及服務於一體，產品的鎖模力由80kN至60,000kN；同時也是注塑機和CNC加工中心的服務中心。 （页面存档备份，存于）
- 中國浙江省寧波市: 冷、熱室壓鑄機及注塑機的生產基地，集研發、製造、銷售及服務於一體；壓鑄機的鎖模力由 80kN至60,000kN；注塑機的鎖模力由20kN至60,000kN。
- 中國廣東省中山市: 注塑機的生產基地，集研發、製造、銷售及服務於一體；產品的鎖模力由20kN至60,000kN。
- 中國上海市: 冷室壓鑄機IMPRESS及CIMOS系列的生產基地；產品的鎖模力由2,800kN 至 60,000kN。
- 中國江蘇省昆山市: CNC加工中心的生產基地。
- 中國遼寧省阜新市: 供應集團內各生產基地的鑄件。
- 台灣台中市: 集專業設計人才，專注於CNC加工中心的研發與生產基地。
- 意大利布雷西亞: 品牌IDRA(意德拉)壓鑄機的生產基地，集研發、製造、銷售及服務於一體，產品的最大鎖模力可達61,000kN。

## 連結
- LKTechnology.com（页面存档备份，存于）

1. ↑  . www.lk.world.   [2021-01-14]. （原始内容存档于2020-12-14）.
2. ↑  .   [2020-12-22]. （原始内容存档于2020-10-15）.